# 玛丽亚·德拉帕斯·埃尔南德斯
玛丽亚·德拉帕斯·埃尔南德斯（西班牙語：María de la Paz Hernández，1977年1月11日—），阿根廷女子曲棍球运动员。她曾代表阿根廷国家队参加2000年、2004年和2008年夏季奥林匹克运动会曲棍球比赛，获得一枚银牌和二枚铜牌。